# Mission des Nations Unies pour l’appui à la justice en Haïti
Die Mission der Vereinten Nationen zur Unterstützung der Justiz in Haiti (MINUJUSTH) war eine Friedensmission der Vereinten Nationen in Haiti und Nachfolgerin der im Oktober 2017 beendeten Mission namens MINUSTAH. 

## Geschichte
Gemäß der Resolution 2350 des UN-Sicherheitsrates war es die Aufgabe von MINUJUSTH, der Regierung Haitis bei der Stärkung der rechtsstaatlichen Institutionen in Haiti behilflich zu sein, die Haitianische Nationalpolizei weiter zu unterstützen und weiterzuentwickeln sowie die Menschenrechtssituation zu beobachten, zu analysieren und darüber Bericht zu erstatten.
Hierbei war sie nach Kapitel VII dazu ermächtigt, bei Bedarf Zivilpersonen zu schützen, die unmittelbar von körperlicher Gewalt bedroht sind.
Sie wurde von einem Sonderbeauftragten des UN-Generalsekretärs geleitet und bestand zunächst aus bis zu sieben organisierten Polizeieinheiten, weiteren 295 Einzelpolizisten sowie Strafvollzugsbeamten und zivilem Personal. Militäreinheiten sind an dem Einsatz nicht beteiligt. Insgesamt betrug die Anzahl der entsandten Polizisten 1300, sie wurde bis zum Ende der Mission auf 600 reduziert.
Das Mandat von MINUJUSTH galt zunächst bis April 2018, wurde jedoch zwischenzeitlich in verringerter Stärke zunächst bis zum 15. April 2019, und erneut bis zum 15. Oktober 2019 verlängert. Im Oktober 2019 zogen die Blauhelme ab. 

## Integriertes Büro der Vereinten Nationen in Haiti
Eine kleine politische Mission mit dem Namen United Nations Integrated Office in Haiti (engl.) (BINUH) ist seit dem 16. Oktober 2019 im Land vertreten. Die Aufgaben dieser Mission sind die Abhaltung, Gestaltung fairer, freier Wahlen, Bekämpfung sexualisierter Gewalt, Bandenkriminalität, Verbesserung der Haftbedingungen und Verhinderung von Gewalt durch Sicherheitsorgane und deren strafrechtliche Ahndung durch die Justiz. Zudem soll die Gleichstellung von Mann und Frau und der Schutz von Minderheiten in der Gesellschaft aktiv gefördert werden.

## Vorausgegangene UN-Missionen in Haiti
- Mission der Vereinten Nationen in Haiti (UNMIH, 1993–1996)
- Unterstützungsmission der Vereinten Nationen in Haiti (UNSMIH, 1996–1997)
- Übergangsmission der Vereinten Nationen in Haiti (UNTMIH, 1997)
- Zivilpolizeimission der Vereinten Nationen in Haiti (MIPONUH, 1997–2000)
- Stabilisierungsmission der Vereinten Nationen in Haiti (MINUSTAH, 2004–2017)